# ۱۹۱۸

## رویدادها
- ۲۸ مه - تشکیل اولین جمهوری ارمنستان
- سپتامبر - در جریان کشتار باکو ۱۰٬۰۰۰–۳۰٬۰۰۰ تن از ارمنی‌های جمهوری آذربایجان کشته شدند
- ۱۱ نوامبر - پایان جنگ جهانی اول
- دنیاگیری آنفلوآنزا  یا آنفلوآنزای اسپانیایی، که باعث مرگ ۵۰ تا ۱۰۰ میلیون انسان به علت این بیماری شد.

## زادروزها
- ۱۲ فوریه – جولیان شوینگر، فیزیک‌دان آمریکایی (د. ۱۹۹۴)
- ۱۵ فوریه – آلان آربوس، بازیگر و عکاس آمریکایی (د. ۲۰۱۳)
- ۴ مارس – مارگارت اوسبورن دوپونت، بازیکن تنیس آمریکایی (د. ۲۰۱۲)
- ۱۰ مارس – گونتر رال، نویسنده آلمانی (د. ۲۰۰۹)
- ۱۶ مارس – فردریک رینز، فیزیک‌دان آمریکایی (د. ۱۹۹۸)
- ۹ آوریل – یورن اوتزان، معمار دانمارکی (د. ۲۰۰۸)
- ۱۶ آوریل – اسپیک میلیگان، فیلمنامه‌نویس، بازیگر، و نویسنده ایرلندی (د. ۲۰۰۲)
- ۱۷ آوریل – ویلیام هولدن، بازیگر آمریکایی (د. ۱۹۸۱)
- ۴ مه – کاکوئی تاناکا، سیاست‌مدار ژاپنی (د. ۱۹۹۳)
- ۱۱ مه – ریچارد فاینمن، فیزیکدان آمریکایی (د. ۱۹۸۸)
- ۱۶ مه – ویلف مانیون، بازیکن فوتبال بریتانیایی (د. ۲۰۰۰)
- ۲۷ مه – یاسوهیرو ناکاسونه، سیاست‌مدار ژاپنی (د. ۲۰۱۹)
- ۸ ژوئن – رابرت پرستون (هنرپیشه)، بازیگر آمریکایی (د. ۱۹۸۷)
- ۱۴ ژوئیه – اینگمار برگمان، از برجسته‌ترین فیلم‌سازان جهان در قرن بیستم (د. ۲۰۰۷)
- ۱۵ ژوئیه – برترام برکهاوس، فیزیک‌دان کانادایی (د. ۲۰۰۳)
- ۱۸ ژوئیه – نلسون ماندلا، رهبر و رئیس جمهور آفریقای جنوبی (د. ۲۰۱۳)
- ۲۶ ژوئیه – مارجوری لرد، بازیگر آمریکایی (د. ۲۰۱۵)
- ۳ اوت – سیدنی گوتلیب، شیمی‌دان آمریکایی (د. ۱۹۹۹)
- ۳۰ اوت – تد ویلیامز، افسر و بازیکن بیسبال آمریکایی (د. ۲۰۰۲)
- ۸ سپتامبر
  - درک بارتون، شیمی‌دان بریتانیایی (د. ۱۹۹۸)
  - فرانس پاولس، دوچرخه‌سوار اهل هلند (د. ۲۰۰۱)
- ۹ سپتامبر – اسکار لویجی اسکالفارو، سیاست‌مدار ایتالیایی (د. ۲۰۱۲)
- ۱۵ سپتامبر – نیپسی راسل، بازیگر و شاعر آمریکایی (د. ۲۰۰۵)
- ۲۱ سپتامبر – جان گوفمان، شیمی‌دان آمریکایی (د. ۲۰۰۷)
- ۲۷ سپتامبر – مارتین رایل، ستاره‌شناس بریتانیایی (د. ۱۹۸۴)
- ۴ اکتبر – کنیچی فوکویی، شیمی‌دان ژاپنی (د. ۱۹۹۸)
- ۸ اکتبر – جینس اسکو، شیمی‌دان دانمارکی (د. ۲۰۱۸)
- ۱۶ اکتبر – لوئی آلتوسر، سیاست‌مدار و فیلسوف فرانسوی (د. ۱۹۹۰)
- ۱۷ اکتبر – ریتا هیورث، تهیه‌کننده، بازیگر، و رقاص آمریکایی (د. ۱۹۸۷)
- ۹ نوامبر – اسپیرو اگنو، سیاست‌مدار آمریکایی (د. ۱۹۹۶)
- ۱۰ نوامبر – ارنست فیشر، شیمی‌دان آلمانی (د. ۲۰۰۷)
- ۸ دسامبر – جرارد سوزی، خواننده فرانسوی (د. ۲۰۰۴)
- ۱۱ دسامبر – آلکساندر سولژنیتسین، نویسنده روسی (د. ۲۰۰۸)
- ۱۵ دسامبر – جف چاندلر (بازیگر)، خواننده-ترانه‌سرا و بازیگر آمریکایی (د. ۱۹۶۱)
- ۲۳ دسامبر – هلموت اشمیت، سیاست‌مدار آلمانی (د. ۲۰۱۵)

## مرگ‌ها
- ۳ ژوئیه - محمد پنجم، سلطان عثمانی
- ۱۷ ژوئیه - نیکلای دوم، تزار روسیه همراه با خانواده‌اش به‌دست بلشویک‌ها تیرباران شد.
- ۶ ژانویه – گئورگ کانتور، ریاضی‌دان آلمانی (ز. ۱۸۴۵)
- ۲ فوریه – جان سالیوان، بوکسور آمریکایی (ز. ۱۸۵۸)
- ۶ فوریه – گوستاو کلیمت، نقاش اتریشی (ز. ۱۸۶۲)
- ۱۳ مارس – سزار کوئی، آهنگساز و مهندس روسی (ز. ۱۸۳۵)
- ۴ آوریل – هرمان کوهن، دانشمند و فیلسوف آلمانی (ز. ۱۸۴۲)
- ۳۰ مه – گئورگی پلخانف، تاریخ‌نگار، ژورنالیست، سیاست‌مدار، نویسنده، و فیلسوف روسی (ز. ۱۸۵۶)
- ۴ ژوئن – چارلز دبلیو. فربنکس، سیاست‌مدار و وکیل آمریکایی (ز. ۱۸۵۲)
- ۱۹ اکتبر – هارولد لاک‌وود، بازیگر آمریکایی (ز. ۱۸۸۷)

## جوایز نوبل
- جایزه صلح نوبل -
- جایزه نوبل فیزیک - ماکس پلانک برای خدمات او به پیشرفت فیزیک با کشف کوانتای انرژی
- جایزه نوبل شیمی - فریتز هابر
- جایزه نوبل اقتصاد -
- جایزه نوبل ادبیات -
- جایزه نوبل فیزیولوژی و پزشکی -